# Sementina
Sementina é uma comuna da Suíça, no Cantão Tessino, com cerca de 2.827 habitantes. Estende-se por uma área de 8,4 km², de densidade populacional de 337 hab/km². Confina com as seguintes comunas: Cugnasco, Giubiasco, Gudo, Monte Carasso.
A língua oficial nesta comuna é o Italiano.